# Helibras

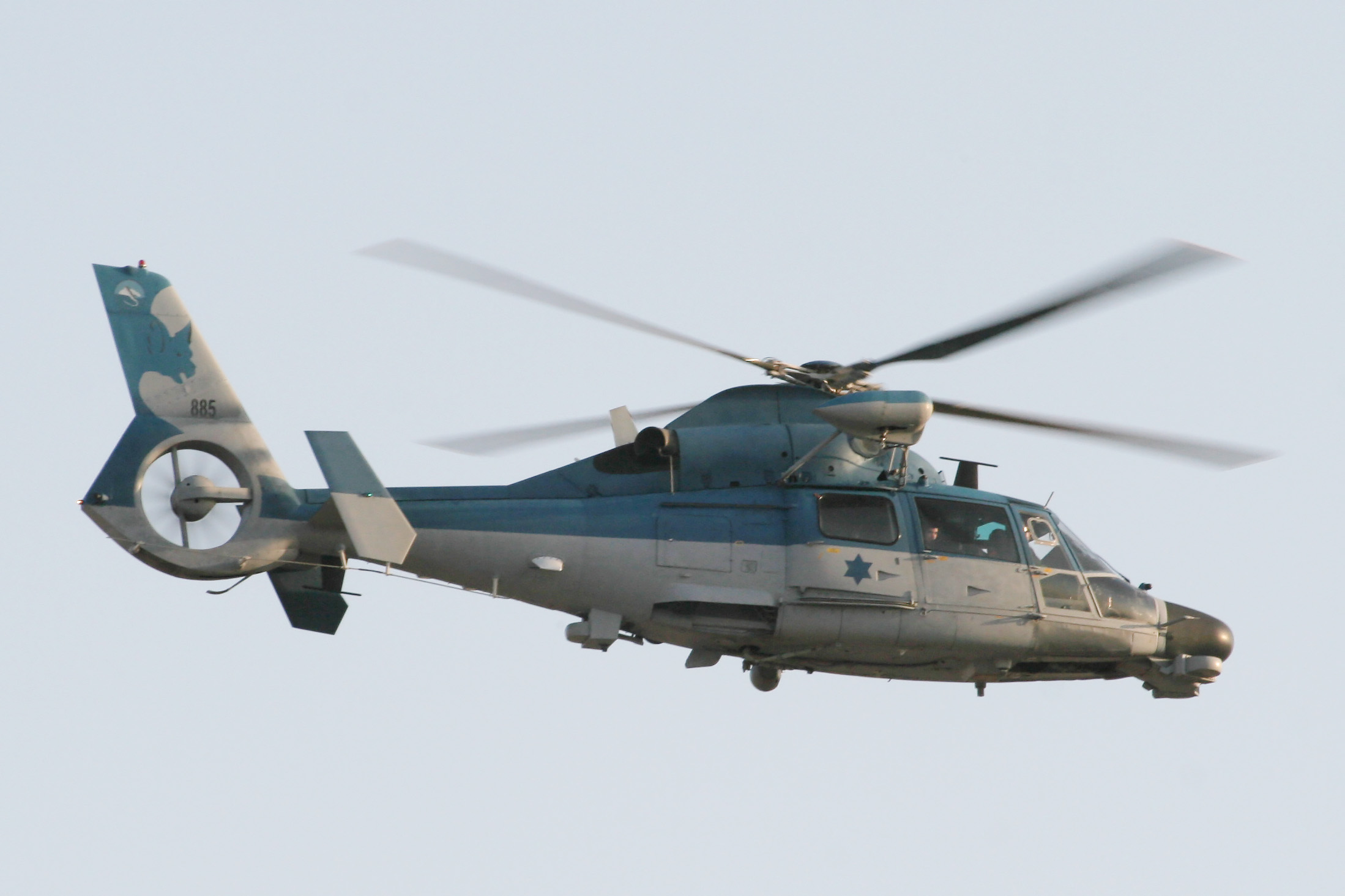
Modello Panther

La Helibras - Helicópteros do Brasil S.A. è un'azienda aeronautica brasiliana specializzata nella produzione di elicotteri ad uso civile e militare.

## Storia
La Helibras è stata costituita nel 1978 a São José dos Campos, nello stato di San Paolo, da un progetto della società francese Aérospatiale, rispondendo a una richiesta del governo brasiliano.
Il 28 marzo 1980, la fabbrica è stata inaugurata nella città di Itajubá, nel sud del Minas Gerais. Quattro anni dopo, un contratto tra la Força Aérea Brasileira e l'Aérospatiale ha stipulato la fornitura di 10 elicotteri Super Puma, 30 Écureuil monoturbina e 11 Écureuil biturbina.

## Modelli

### Uso civile

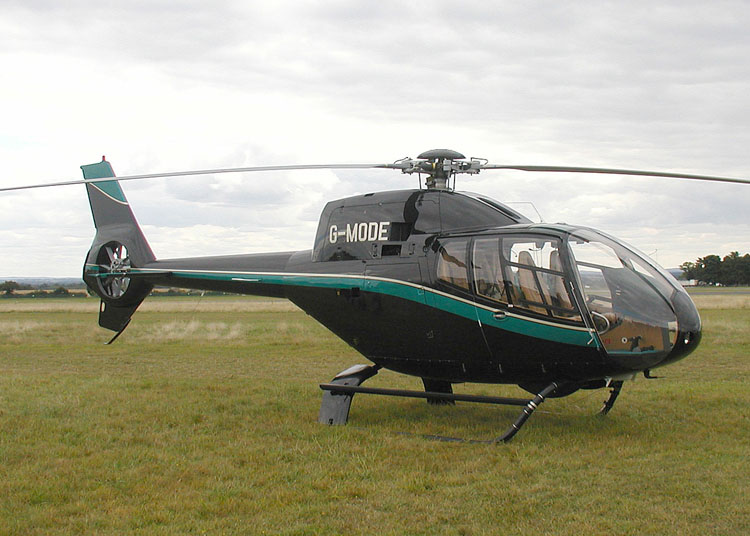
Il Colibri

- EC 120 Colibri – elicottero leggero dalla capacità di 4 passeggeri più pilota
- AS 350 B2 Esquilo (in portoghese scoiattolo) – elicottero leggero monoturbina dalla capacità di 5/6 passeggeri più pilota
- AS 350 B3 – versione ad alte prestazioni ottimizzata per operare in condizioni climatiche difficili
- EC 130 B4 – sviluppo finalizzato al contenimento del rumore
- AS 355 NP – sviluppo biturbina dell'Esquilo
- EC 135 – elicottero leggero utility biturbina
- EC 145 – biturbina con capacità di dieci passeggeri
- AS 365 N3 – elicottero utility biturbina
- EC 155 – biturbina a cabina ampia e rotore a cinque pale
- AS 332 L1 - Super Puma – elicottero medio biturbina
- SA 315 b prodotto su licenza

### Uso militare

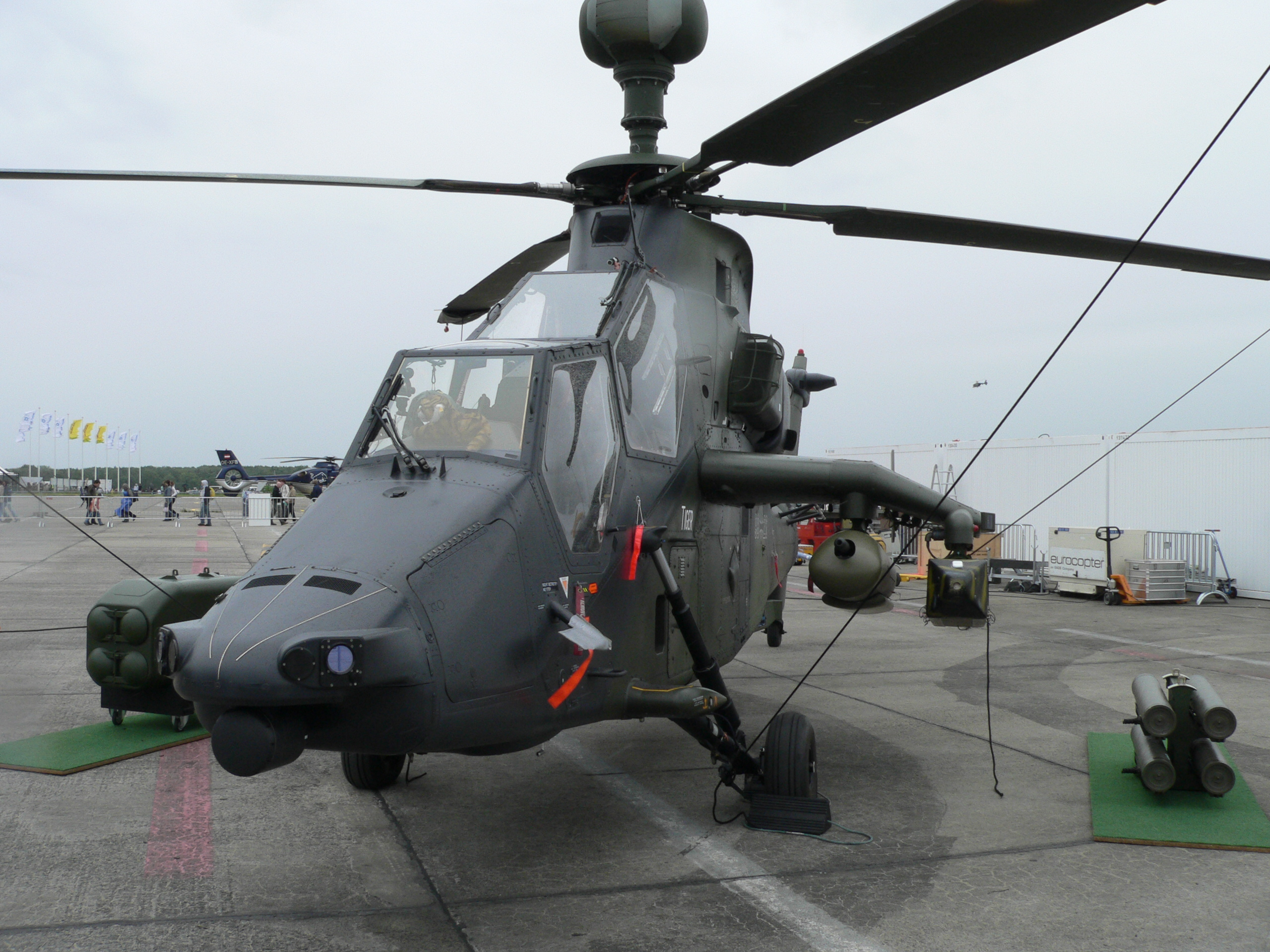
Il Tigre

- EC 120 B – versione militare del Colibri
- AS 550 C3 – versione militare del monoturbina Fennec
- EC 130 B4 – nuovo elicottero monoturbina
- AS 555 SN – versione navalizzata del Fennec
- EC 635 – versione militare del EC 135.
- AS 565 UB / MB Panther – elicottero utility medio biturbina
- AS 532 AL Cougar – versione allungata della gamma Cougar con capacità di 25 soldati o 6 feriti su barella e 10 passeggeri
- EC 725 – elicottero pesante biturbina appartenente alla classe delle 11 tonnellate
- HAP/HCP Tigre – elicottero medio biturbina da combattimento aria-aria ed usato nella lotta aerea antincendio, della classe delle 6 tonnellate
- NH90 – elicottero medio biturbina da trasporto tattico ed impiego navale, classe da 9 tonnellate